# Triencentrus atrosignatus
Triencentrus atrosignatus är en insektsart som först beskrevs av Brunner von Wattenwyl 1895.  Triencentrus atrosignatus ingår i släktet Triencentrus och familjen vårtbitare. Inga underarter finns listade i Catalogue of Life.